# Nati nel 1950/Maggio
| Questa pagina contiene informazioni ricavate automaticamente dalle voci biografiche con l'ausilio del template Bio e di un bot. L'aggiornamento è periodico e automatico e ricostruisce completamente la pagina. Se manca una persona in questa lista, sei pregato di non aggiungerla, ma accertati piuttosto che la sua voce biografica contenga il template Bio e che i dati anagrafici siano correttamente compilati. Se il template Bio manca, inseriscilo tu stesso o, in alternativa, metti l'avviso {{tmp\|Bio}} che ne segnala la mancanza. Se i dati riportati sono sbagliati, correggi direttamente la voce biografica; le modifiche saranno visibili in questa lista entro pochi giorni. Per chiarimenti vedi il progetto biografie. La lista contiene solo le 252 persone che sono citate nell'enciclopedia e per le quali è stato implementato correttamente il template Bio. Pagina aggiornata al 18 ago 2025. |

- 1º maggio - Ken Burbridge, ex cestista australiano
- 1º maggio - John Diehl, attore statunitense
- 1º maggio - Dann Florek, attore statunitense
- 1º maggio - Swanee Hunt, diplomatica statunitense
- 1º maggio - Werewere Liking, scrittrice, drammaturga e attrice teatrale camerunese
- 1º maggio - Danny McGrain, allenatore di calcio e ex calciatore scozzese
- 1º maggio - Giuseppe Mininni, psicologo italiano
- 1º maggio - Jim Owens, ex cestista statunitense
- 1º maggio - Marina Stepanova, ex ostacolista sovietica
- 1º maggio - Yang Jiechi, politico e diplomatico cinese
- 1º maggio - Sergej Georgievič Zacharov, cantante russo († 2019)
- 2 maggio - Alberta Ferretti, stilista italiana
- 2 maggio - Lou Gramm, cantante e chitarrista statunitense
- 2 maggio - Eve Kosofsky Sedgwick, sociologa, critica letteraria e pedagogista statunitense († 2009)
- 2 maggio - Scott McCallum, politico statunitense
- 2 maggio - Mario Monducci, politico italiano († 2020)
- 2 maggio - Moondog Rex, wrestler statunitense († 2019)
- 2 maggio - Fausto Silva, giornalista, conduttore televisivo e conduttore radiofonico brasiliano
- 2 maggio - Gian Maria Varanini, medievista italiano
- 2 maggio - Nate Williams, ex cestista statunitense
- 3 maggio - Kenkichi Andō, ex sollevatore giapponese
- 3 maggio - Mary Hopkin, cantante britannica
- 3 maggio - Tomáš Týn, filosofo e teologo ceco († 1990)
- 4 maggio - Bob Callero, bassista, compositore e paroliere italiano
- 4 maggio - Anghel Iordănescu, allenatore di calcio, dirigente sportivo e politico rumeno
- 4 maggio - Luca Ricolfi, sociologo e politologo italiano
- 4 maggio - Khayrat al-Shater, imprenditore e politico egiziano
- 4 maggio - Denis Santachiara, designer italiano
- 4 maggio - Renato Vallanzasca, criminale italiano
- 4 maggio - Trevor Whymark, calciatore inglese († 2024)
- 5 maggio - Joseph Abboud, stilista statunitense
- 5 maggio - Googoosh, cantante e attrice iraniana
- 5 maggio - Fedele La Sorsa, giornalista italiano
- 5 maggio - Maggie MacNeal, cantante olandese
- 5 maggio - Roy McPipe, ex cestista statunitense
- 5 maggio - Robby Steinhardt, violinista, cantante e compositore statunitense († 2021)
- 5 maggio - Todd Strasser, scrittore statunitense
- 6 maggio - Jeffery Deaver, scrittore statunitense
- 6 maggio - Steve Docherty, ex tennista australiano
- 6 maggio - Christine Laprell, sciatrice alpina tedesca († 2021)
- 6 maggio - Michail Mjasnikovič, politico bielorusso
- 6 maggio - Stelian Moculescu, ex pallavolista e allenatore di pallavolo rumeno
- 6 maggio - Serge Portelli, magistrato e avvocato francese
- 6 maggio - Giuseppe Rippa, politico e giornalista italiano
- 6 maggio - Arduino Sacco, editore, regista e direttore della fotografia italiano
- 6 maggio - Enrique Salvat, ex schermidore cubano
- 6 maggio - Ratko Svilar, allenatore di calcio e ex calciatore serbo
- 7 maggio - John Coates, avvocato australiano
- 7 maggio - Mario Notaro, allenatore di calcio italiano
- 7 maggio - Prairie Prince, batterista statunitense
- 7 maggio - Marco Romagnoli, politico italiano
- 7 maggio - Tim Russert, giornalista, avvocato e conduttore televisivo statunitense († 2008)
- 7 maggio - Domenico Secondulfo, sociologo italiano
- 7 maggio - Pio Tarantini, fotografo italiano
- 8 maggio - Juan Manuel Bellón López, scacchista spagnolo
- 8 maggio - Ángel Gurría, politico, diplomatico e economista messicano
- 8 maggio - Helen Micallef, cantante maltese
- 8 maggio - Tatjana Ždanoka, politica e matematica lettone
- 9 maggio - Gary Berland, giocatore di poker statunitense († 1988)
- 9 maggio - Angelika Buck, ex danzatrice su ghiaccio tedesca
- 9 maggio - James Butts, ex triplista statunitense
- 9 maggio - Peter Dawson, golfista britannico
- 9 maggio - Renzo Innocenti, politico e sindacalista italiano
- 9 maggio - Matthew Kelly, attore inglese
- 9 maggio - Angelika Kraus, ex nuotatrice tedesca occidentale
- 9 maggio - Tom Petersson, bassista statunitense
- 9 maggio - Christian Rauth, attore, regista e drammaturgo francese
- 9 maggio - Louk Sanders, ex tennista olandese
- 9 maggio - Luciano Spinosi, ex calciatore e allenatore di calcio italiano
- 10 maggio - Mick Bolton, chitarrista britannico
- 10 maggio - Natal'ja Bondarčuk, attrice e regista russa
- 10 maggio - František Halíř, ex slittinista cecoslovacco
- 10 maggio - Fernando Pereira, fotografo portoghese († 1985)
- 10 maggio - Joseph Ruben, regista statunitense
- 10 maggio - Andrzej Szarmach, ex calciatore e allenatore di calcio polacco
- 10 maggio - Ted Wilson, pastore protestante statunitense
- 11 maggio - Mariano Asaro, mafioso italiano
- 11 maggio - Renzo Dubbini, storico dell'architettura italiano
- 11 maggio - Siegbert Horn, canoista tedesco († 2016)
- 11 maggio - Maria Howell, attrice statunitense
- 11 maggio - John F. Kelly, politico statunitense
- 11 maggio - Jeremy Paxman, giornalista britannico
- 11 maggio - Renato Schifani, politico italiano
- 11 maggio - Gian Luca Veronesi, politico e dirigente d'azienda italiano
- 12 maggio - Dieter Borst, pittore tedesco
- 12 maggio - Bruce Boxleitner, attore e scrittore statunitense
- 12 maggio - Gabriel Byrne, attore e produttore cinematografico irlandese
- 12 maggio - Agustín Díaz Yanes, regista e sceneggiatore spagnolo
- 12 maggio - Fulvio Irace, architetto e storico dell'architettura italiano
- 12 maggio - Viktor Ivanov, politico e imprenditore russo
- 12 maggio - Fabio Duque Jaramillo, vescovo cattolico colombiano († 2022)
- 12 maggio - Helena Kennedy, avvocata, conduttrice televisiva e politica scozzese
- 12 maggio - Francesca Muzio, attrice italiana
- 12 maggio - Billy Squier, cantautore statunitense
- 12 maggio - Renate Stecher, ex velocista tedesca
- 13 maggio - Selim Abdullah, scultore, pittore e incisore svizzero
- 13 maggio - Federico Caputi, calciatore e allenatore di calcio italiano († 2025)
- 13 maggio - Giuseppe Fagni, ex calciatore italiano
- 13 maggio - Manuel Giliberti, regista e scenografo italiano
- 13 maggio - Joe Johnston, regista, produttore cinematografico e effettista statunitense
- 13 maggio - Danny Kirwan, chitarrista e cantante britannico († 2018)
- 13 maggio - Stevie Wonder, cantautore, compositore e polistrumentista statunitense
- 13 maggio - Fayṣal bin Abd Allāh bin Moḥammed Āl Saʿūd, principe, militare e politico saudita
- 14 maggio - Bertrand Badie, politologo francese
- 14 maggio - Mark Blum, attore statunitense († 2020)
- 14 maggio - Manuel Fernández Amado, allenatore di calcio e ex calciatore spagnolo
- 14 maggio - Milan Kajkl, hockeista su ghiaccio cecoslovacco († 2014)
- 14 maggio - Maurice Le Guilloux, ex ciclista su strada francese
- 14 maggio - Mark Minor, ex cestista statunitense
- 14 maggio - Giuseppe Petrella, politico italiano
- 14 maggio - Jackie Speier, politica statunitense
- 14 maggio - Jill Stein, medico, ambientalista e politica statunitense
- 14 maggio - Celso Valli, compositore, arrangiatore e produttore discografico italiano († 2025)
- 15 maggio - Fabiola De Clercq, scrittrice belga
- 15 maggio - Nicholas Hammond, attore e sceneggiatore statunitense
- 15 maggio - Jørgen Marcussen, ex ciclista su strada e pistard danese
- 15 maggio - Ana Rossetti, scrittrice spagnola
- 15 maggio - Kalevi Sarkalahti, ex cestista finlandese
- 16 maggio - Georg Bednorz, fisico tedesco
- 16 maggio - Ernesto Caffo, psichiatra, scrittore e attivista italiano
- 16 maggio - Daniele Faraggiana, ex multiplista italiano
- 16 maggio - Will Gollop, ex pilota di rally britannico
- 16 maggio - Risto Hurme, ex pentatleta e schermidore finlandese
- 16 maggio - Carlo Pistarino, attore, cabarettista e autore televisivo italiano
- 16 maggio - Andrew Rippin, islamista canadese († 2016)
- 16 maggio - Peter Risi, calciatore svizzero († 2010)
- 17 maggio - Howard Ashman, paroliere, librettista e regista teatrale statunitense († 1991)
- 17 maggio - Konstantin Bogino, pianista russo
- 17 maggio - Janez Drnovšek, politico sloveno († 2008)
- 17 maggio - Wendy Gilchrist, ex tennista australiana
- 17 maggio - Amerigo Iannacone, scrittore, poeta e esperantista italiano († 2017)
- 17 maggio - Alan Johnson, politico britannico
- 17 maggio - Valerija Novodvorskaja, scrittrice e giornalista russa († 2014)
- 17 maggio - Massimo Sacchi, ex nuotatore italiano
- 17 maggio - Patricia Soltysik, terrorista e criminale statunitense († 1974)
- 18 maggio - Juan Baena, calciatore spagnolo († 2012)
- 18 maggio - Thomas Gottschalk, conduttore televisivo e attore tedesco
- 18 maggio - Rod Milburn, ostacolista statunitense († 1997)
- 18 maggio - Mark Mothersbaugh, cantante, musicista e compositore statunitense
- 18 maggio - Boris Shlapak, ex giocatore di football americano e ex calciatore statunitense
- 18 maggio - Chris Wickham, storico inglese
- 18 maggio - Nick Wyman, attore statunitense
- 19 maggio - Aldo Brancacci, filologo classico italiano
- 19 maggio - Anne Brasseur, politica lussemburghese
- 19 maggio - Fiorenzo Catalli, archeologo e numismatico italiano
- 19 maggio - Leslie Denniston, attrice e cantante statunitense
- 19 maggio - Norain Bolkiah, principessa bruneiana
- 19 maggio - Tadeusz Ślusarski, astista polacco († 1998)
- 19 maggio - Austin Stevens, erpetologo, fotografo e avventuriero sudafricano
- 19 maggio - Marco Taradash, giornalista e politico italiano
- 19 maggio - George Leo Thomas, arcivescovo cattolico statunitense
- 19 maggio - Mike Wedgwood, bassista britannico
- 19 maggio - Eurilla del Bono, attrice italiana
- 20 maggio - Alphonse Bilé, ex cestista, allenatore di pallacanestro e dirigente sportivo ivoriano
- 20 maggio - Warren Cann, batterista, compositore e produttore discografico canadese
- 20 maggio - Chris Collins, politico statunitense
- 20 maggio - Erri De Luca, scrittore, giornalista e poeta italiano
- 20 maggio - Miguel del Río, allenatore di pallacanestro cubano († 2022)
- 20 maggio - Patrice Donnelly, attrice e ex ostacolista statunitense
- 20 maggio - Andy Johns, tecnico del suono britannico († 2013)
- 20 maggio - Jhala Nath Khanal, politico nepalese
- 20 maggio - Reinaldo Merlo, allenatore di calcio e ex calciatore argentino
- 20 maggio - Wei Jingsheng, attivista cinese
- 21 maggio - Maddalena Di Giacomo, editrice e gallerista italiana († 2016)
- 21 maggio - Anthony Grafton, storico statunitense
- 21 maggio - Jeanne Moos, giornalista statunitense
- 21 maggio - Pierluigi Sabatti, giornalista e scrittore italiano
- 21 maggio - Victor Sánchez Espinosa, arcivescovo cattolico messicano
- 22 maggio - Alekos Alavanos, politico greco
- 22 maggio - Michio Ashikaga, ex calciatore giapponese
- 22 maggio - Bae Bien-u, fotografo sudcoreano
- 22 maggio - Angelo Bellavia, calciatore italiano († 1991)
- 22 maggio - Horacio Cordero, allenatore di calcio e ex calciatore argentino
- 22 maggio - Vincenzo Franchitti, ex tennista italiano
- 22 maggio - Rita Monico, cantante italiana
- 22 maggio - Libor Radimec, ex calciatore cecoslovacco
- 22 maggio - Thomas Schlamme, regista e produttore televisivo statunitense
- 22 maggio - Bernie Taupin, poeta e paroliere britannico
- 23 maggio - William Pelham Barr, politico e avvocato statunitense
- 23 maggio - Bruce Hay, rugbista a 15 e allenatore di rugby a 15 britannico († 2007)
- 23 maggio - O-Lan Jones, attrice statunitense
- 23 maggio - Beatrice Järås, attrice, doppiatrice e cantante svedese
- 23 maggio - Aleksandr Klepikov, canottiere sovietico († 2021)
- 23 maggio - Graziano Mazzarello, politico italiano
- 23 maggio - Martin McGuinness, politico nordirlandese († 2017)
- 23 maggio - André Orléan, economista e saggista francese
- 23 maggio - Juan Ramón Paredes, allenatore di calcio e ex calciatore salvadoregno
- 23 maggio - Linda Thompson, attrice e paroliera statunitense
- 23 maggio - Dina Titus, politica statunitense
- 23 maggio - Richard Trenton Chase, assassino seriale statunitense († 1980)
- 24 maggio - Petra van der Burg, ex cestista olandese
- 24 maggio - Marc Collat, allenatore di calcio e ex calciatore francese
- 24 maggio - Andrea Coppola, attore italiano
- 24 maggio - Thomas DeSimone, mafioso statunitense († 1978)
- 24 maggio - Guglielmo Guerrini, allenatore di pallavolo italiano
- 24 maggio - Franco Montanari, grecista e filologo classico italiano
- 24 maggio - Sun Chunlan, politica cinese
- 24 maggio - Antonio Zanardi Landi, diplomatico e ambasciatore italiano
- 25 maggio - Ann Crumb, attrice e cantante statunitense († 2019)
- 25 maggio - Evgenij Kulikov, ex pattinatore di velocità su ghiaccio sovietico
- 25 maggio - Werner Peter, ex calciatore tedesco orientale
- 25 maggio - Federico Saccardin, sindacalista e politico italiano
- 25 maggio - Roberto Wirth, imprenditore italiano († 2022)
- 26 maggio - Renato Brunetta, politico e economista italiano
- 26 maggio - Alberto Di Stasio, attore e regista teatrale italiano
- 26 maggio - Steve Hawes, ex cestista statunitense
- 26 maggio - Anne Moerenhout, ex cestista belga
- 26 maggio - Maria Antonietta Sisini, musicista, produttrice discografica e scrittrice italiana
- 26 maggio - Dean Spanos, imprenditore e dirigente sportivo statunitense
- 26 maggio - Ilie Sârbu, politico rumeno
- 26 maggio - Alberto Taveira Corrêa, arcivescovo cattolico brasiliano
- 26 maggio - Angelica Tița, ex cestista rumena
- 26 maggio - Ajita Wilson, attrice, modella e attrice pornografica statunitense († 1987)
- 27 maggio - Mashallah Abdullayev, militare, insegnante e politico azero († 2022)
- 27 maggio - Dee Dee Bridgewater, cantante statunitense
- 27 maggio - Makīs Dendrinos, cestista e allenatore di pallacanestro greco († 2015)
- 27 maggio - Romeu Evangelista, ex calciatore brasiliano
- 27 maggio - Gianni Facchinello, calciatore italiano († 2003)
- 27 maggio - Mario González, calciatore uruguaiano († 2019)
- 27 maggio - Alex Gray, scrittrice britannica
- 27 maggio - Joe Reaves, cestista statunitense († 2021)
- 27 maggio - Dag Vestlund, allenatore di calcio e ex calciatore norvegese
- 28 maggio - Danilo Arona, scrittore e saggista italiano
- 28 maggio - Daniela Gasparini, politica italiana
- 28 maggio - Kamala, wrestler statunitense († 2020)
- 28 maggio - Laura Mattioli, storica dell'arte e collezionista d'arte italiana
- 28 maggio - Carlo Wilm, cestista francese († 2018)
- 29 maggio - Göran Carmback, regista e sceneggiatore svedese
- 29 maggio - David Nash, allenatore di rugby a 15 e rugbista a 15 gallese († 2016)
- 29 maggio - Lynn Howells, allenatore di rugby a 15 e ex rugbista a 15 gallese
- 29 maggio - Lesley Hunt, ex tennista australiana
- 29 maggio - Marco Incagnoli, direttore della fotografia italiano
- 29 maggio - Rebbie Jackson, cantante e ballerina statunitense
- 29 maggio - Britt Nichols, modella e attrice portoghese
- 29 maggio - Elie Yéghiayan, vescovo cattolico armeno
- 29 maggio - Isabel Alçada, scrittrice, insegnante e politica portoghese
- 30 maggio - Bertrand Delanoë, politico francese
- 30 maggio - James Patrick Green, arcivescovo cattolico statunitense
- 30 maggio - Savo Kostadinovski, scrittore e traduttore macedone
- 30 maggio - Moyez Vassanji, scrittore e editore canadese
- 30 maggio - Sten Ziegler, allenatore di calcio e ex calciatore danese
- 31 maggio - Chiara Beria di Argentine, giornalista italiana
- 31 maggio - Leonello Brandolini d'Adda, editore italiano
- 31 maggio - Jean Chalopin, produttore televisivo, sceneggiatore e regista francese
- 31 maggio - Gilda, cantante e compositrice italiana
- 31 maggio - Carlo Guasti, ex calciatore italiano
- 31 maggio - Gregory Harrison, attore statunitense
- 31 maggio - Carlo Malinconico, dirigente pubblico italiano
- 31 maggio - Emanuele Narducci, latinista, critico letterario e traduttore italiano († 2007)
- 31 maggio - Edoardo Ronchi, politico italiano
- 31 maggio - Edgar Savisaar, politico estone († 2022)
- 31 maggio - Moondog Spike, wrestler statunitense († 2013)